# Gastón Tosi
Gastón Tosi (Buenos Aires, 4 de junio de 1978) es un exfutbolista argentino surgido de las divisiones inferiores del Club Atlético Talleres de Remedios de Escalada. Jugaba de mediocampista ofensivo.

## Clubes
| Club                   | País      | Año       |
| ---------------------- | --------- | --------- |
| Talleres (RdE)         | Argentina | 1996-2002 |
| Ferro Carril Oeste     | Argentina | 2002-2003 |
| El Porvenir            | Argentina | 2003-2005 |
| San Martín de San Juan | Argentina | 2005-2006 |
| Instituto de Córdoba   | Argentina | 2006-2007 |
| Almirante Brown        | Argentina | 2007-2008 |
| Nueva Chicago          | Argentina | 2008-2009 |
| El Porvenir            | Argentina | 2010-2011 |